# Bellach
Bellach és un municipi del cantó de Solothurn (Suïssa), situat al districte de Lebern.